# 齐诺维·罗杰斯特文斯基
齐诺维·彼得洛维奇·罗杰特温斯基（俄语：Зиновий Петрович Рожественский，1848年11月11日［儒略曆1848年10月30日］－1909年1月14日［儒略曆1909年1月1日］），俄罗斯帝国海军军人，最终军阶为海军中将。其最主要的事迹是在日俄战争中，指挥波羅的海艦隊（后称第二太平洋舰队）跨越大半个地球与日本舰队作战。

## 生平

### 早年
罗杰特温斯基于1848年11月11日（俄历10月30日）出生于一位内科医师的家庭。1864年17岁的罗杰斯特文斯基就读俄国海军海上軍官訓練團。1868年，罗杰特温斯基从海上軍官訓練团毕业；在校時掌握了英语和法语。1873年从米哈伊洛夫斯基炮术学院毕业。毕业后罗杰特温斯基到波罗的海舰队担任一名炮术军官。1876年转调至黑海艦隊。
1877年，罗杰特温斯基在炮舰维斯塔号上服役，并参加了1877-1878年的俄土战争。1877年6月10日，6艘俄国鱼雷艇准备攻击奥斯曼帝国海军在蘇利納的4艘铁甲舰；其中5艘鱼雷艇装备了长杆鱼雷。这种长杆鱼雷虽然威力比较大，然而很难使用，攻击者要承受极大的危险才能靠近敌舰。罗杰特温斯基自告奋勇，引导俄国鱼雷艇发动攻击，然而他的鱼雷艇却被土耳其方面设置的港口铁链缠住。土國军舰击沉了一艘俄国鱼雷艇，迫使其余各艇撤回，而自身毫发无损。同年7月，罗杰特温斯基随维斯塔号与土耳其铁甲舰大捷号交战，双方的战斗持续了5个多小时，双方各有死伤。此役后罗杰特温斯基获擢升为海軍少校，并获赐四等圣弗拉基米尔勋章和四等圣乔治勋章。战后有报纸撰文提到俄军其实篡改了战果，实际上大捷号只是遭受了轻伤并顺利逃脱。不过这一事件并没有对他日后的职业生涯造成影响。
1883年至1885年，罗杰特温斯基赴保加利亚，在新成立的保加利亞海軍里任职。他为保加利亚的沿岸地区制定了一套防御计划，同时也是保加利亚技术学院的创始人之一。
罗杰特温斯基从保加利亚返回俄国后，1887年在臼炮舰克里姆林号（俄语：Кремль）担任高级军官，随后转到装甲巡洋舰爱丁堡公爵号。1890年担任寄生蜂号舰长，以及1891年炮舰格罗扎西号（俄语：Грозящий）舰长。
1881年至1883年，罗杰特温斯基在伦敦任俄羅斯駐英國大使館海军武官。
1884年，罗杰特温斯基任装甲巡洋舰弗拉基米尔·莫诺马赫号舰长，斯捷潘·馬卡羅夫海军少将麾下的俄国地中海分舰队旗下。
1896年至1898年，罗杰特温斯基任岸防战列舰长子号（俄语：Первенец）舰长。
1898年，获晋升为海军少将，任波罗的海舰队炮术学校司令。
1900年，指挥搜救队伍，拯救搁浅了的岸防战列舰阿普拉克辛海军大将号。
1902年，德皇威廉二世和俄皇尼古拉二世在雷维尔会面，罗杰特温斯基负责指导举办了海军观舰式，获得尼古拉二世的注意和器重。同年任海军参谋长，并起草了一份远东俄國海军力量強化案。
1904年，罗杰特温斯基任波罗的海舰队司令，并在任上迎来日俄战争的爆发。

### 日俄战争
日俄战争之初，日本海军几乎倾巢出动对俄国太平洋舰队旅顺分舰队发起攻击，虽然没能获得预期的效果一举歼灭旅顺分舰队，但也造成了一定的伤害，使多艘俄舰搁浅瘫痪，并将其余舰艇长期牢牢钳制在旅顺港（俄方称为亚瑟港）内。尼古拉二世对旅顺分舰队的情况忧心忡忡，责成罗杰特温斯基抽调舰艇和水兵组成救援力量前去解围；这支万里迢迢赶赴远东的舰队称为第二太平洋舰队，而原来就在远东的俄国舰队则改为第一太平洋舰队。从俄国波罗的海基地到远东航程约18,000英里（29,000），蒸汽军舰跨越如此遥远的距离进行作战，实在是史无前例。另一方面，俄国较新建成的军舰大多已经前往旅顺，此时正遭受重重围困，而欧洲部分能选用的军舰，要么是刚刚建成、尚未经过充分的磨合（比如最新式下水的4艘博罗季诺级战列舰，更有甚者其中的鹰号还是匆忙建成，起航时还在边赶路边进行最后的舾装）；要么就是老旧不堪（如纳瓦林号1890年即开工建造，在海军理念和技术飞速发展的十九世纪末已经相当过时）。水兵们也训练不足（这问题在俄舰中普遍存在，比如奥斯利雅维亚号服役较迟，因此安装了新式的瞄准具，但舰上水兵却不懂如何操作）。这是一项艰巨的任务，必须要选出一位铁腕人物才能管好这群“投水汉”，而罗杰特温斯基正是眼下俄国最合适的人选。他向来以对待下属时脾气火爆而著称；无论是军官还是水兵都懂得，一旦有人违反了命令，或者是能力不足（或者两样都撞上了），旁人务必离那“疯狗”越远越好。
由于英日同盟的存在，这支举步维艰的舰队沿途难以获得煤炭供给；即使多方求购勉强获得一些煤炭，也会由于英国的压迫而使得舰队无法在中立国海港停靠加煤，所有的补给作业只能在海上进行。新服役军舰的公试只能在路上进行，另外一路上还要尽可能对水兵进行炮术训练。重重困难对于罗杰特温斯基本就暴躁的脾气如火上浇油，比如有时候他会下令对着路线偏了的军舰的舰艏前方打出去几发实弹；发火的时候也会用双筒望远镜揍人（一名水兵因此受伤而转送至俄国舰队内的运输船进行医治），甚至在舰桥上狠狠地把手中的双筒望远镜给扔进海里。熟知罗杰特温斯基性格的参谋人员只能在舰队启航前就在旗舰苏沃洛夫公爵号上事先囤积好充足的望远镜。
而多格灘事件使得这支舰队处境更加艰难。1904年10月21-22日深夜，俄国水兵们在夜间航行时将几艘英国渔船误认作日本鱼雷艇而加以炮击，造成3名英国渔民死亡，多人受伤。而且混乱中俄军自己还互相开火，一艘巡洋舰上一名水兵及一名牧师死亡。英国政府和民众对此大为光火，英国地中海舰队将俄国舰队第一战列舰分队扣留在西班牙維戈数日，最后以各舰各留下一名军官协助调查，俄国舰队才能脱身。11月25日，英俄两国政府同意将此事提交到海牙进行处理。1905年2月26日，委员会发表结论，指责罗杰特温斯基必须对没有阻止俄舰开火负责，不过同时也认为，“由于每一艘俄国舰艇为了提防遭到夜间突袭，而使用探照灯从每个角度扫射海平面，要防止混乱是非常困难的”。报告也提到，“罗杰特温斯基将军从事件的开头到结尾，都已经尽了个人最大的努力，来阻止俄国舰艇对英国渔船的攻击”。俄国政府最终为此赔偿了6万6千英镑（大约值1999年的580万英镑）。
1905年1月9日，第二太平洋舰队的战列舰编队和经苏伊士运河过来的编队在貝島会合；到15日为止，较晚出发的一些轻型舰艇也陆续抵达。在当地等待期间，罗杰特温斯基除了让舰队尽快完成补给、修整之外，还抓紧时间进行练习。此外，在当地罗杰特温斯基收到了本国发来的电报，得知旅顺已经失守，第一太平洋舰队已经全军覆没；第二太平洋舰队现在责任更加重大，将难以单独遂行切断日本在大陆的陆军部队与本土的联系的任务，因此准备从波罗的海舰队再派出第三太平洋舰队进行增援。罗杰特温斯基发出回电，称：
- 1. 以第二太平洋舰队的现状，已经不可能挽回海上的形势；
- 2. 本国这批或者老旧腐坏，或者建造情况不佳，增派过来只会增加舰队的负担；
- 3. 个人认为，目前唯一的方法是用最精锐战力进驻符拉迪沃斯托克，并以此地为基地威胁日本交通线[27]。

接到第三太平洋舰队已经从利巴瓦出发的电报后，罗杰特温斯基立即回电称病请辞，然而没有得到批准。这事情使得罗杰特温斯基更加暴跳如雷。他将这些难堪大用的老舰称之为“悬挂在我脖子上的磨盘”，并且拒绝透露作战计划给第三战队司令尼古拉·涅鲍加托夫海军少将。前路漫漫，又对手下参谋人员不信任，罗杰特温斯基煎熬日甚。

#### 对马海峡海战

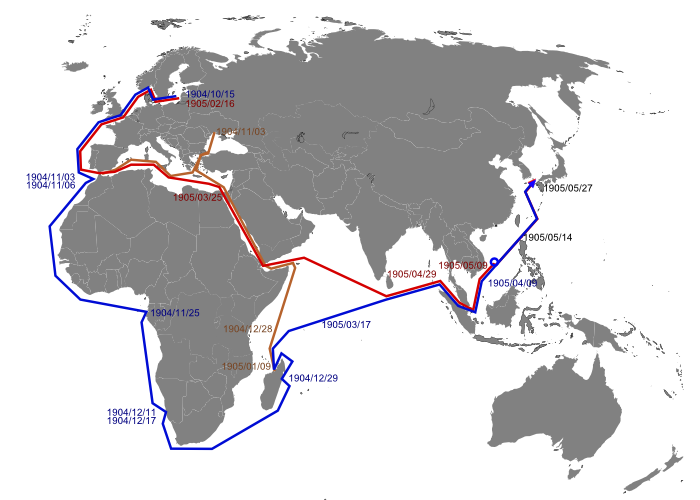
第二及第三太平洋舰队的航线。第二太平洋舰队第一战列舰分队等各舰吃水较深，无法通过苏伊士运河，因此与部分轻型舰艇绕道好望角。第三太平洋舰队等老舰则经苏伊士运河向东。

罗杰特温斯基的任务本来是增援第一太平洋舰队旅顺分舰队，然而随着日本陆军在地面的推进，旅顺分舰队已经为日本陆军重炮所消灭。第二太平洋舰队只能改为前往俄国在远东的另一个港口符拉迪沃斯托克（中文旧称海参崴），为此这支无论军舰状态还是官兵士气都堪忧的舰队必须尽快通过日本舰队扼守的海域，同时在得到充分的休整和补给前，尽可能避免与日舰发生冲突。
另一方面，日本联合舰队司令长官东乡平八郎海军中将正在以逸待劳，等待着师老力乏的俄国舰队的到来。早些时候为了保存军舰，日舰在黄海海战中采取了和俄舰保持距离射击的策略，结果差点让旅顺分舰队逃脱。吸取了教训之后，这次日本舰队将会更加积极主动地展开攻击。同时，日本方面已经在俄舰可能经过的水路都布置了大量的侦察舰艇，还在沿途各岛屿广设观察哨。1905年2月26日午后，上海三井物业发来电报，称有多艘俄国运输船入港。由于俄国舰队从法属印支金兰湾离开后，直到抵达符拉迪沃斯托克之前沿路都将无法再次获得煤炭补给，此举意味着俄舰只可能走最近的道路，从对马海峡穿过。27日02:45过后，日本改装巡洋舰信浓丸发现了医院船奥廖尔号的灯光，从而找到了俄国舰队的踪迹，并迅速将这一情报汇报给有关方面。
27日从半夜开始，日军的轻型舰艇就一直逡巡在俄国舰队周围，并不靠近进行攻击，只是不断游走。日舰的骚扰对俄军官兵精神造成很大的骚扰，早就精神紧绷的罗杰特温斯基亦不例外。他在对马海战中只给舰队下过两道命令，而这两道命令让俄舰产生了不少混乱。他的第一道命令是让舰队依次转向，不久又取消了这一命令；这使得第二战列舰战队脱离了第一战列舰战队突出在外，第二战列舰战队领航舰奥斯利雅维亚号成了最接近日军舰队的舰艇。
正午之后，双方的战斗正式打响。在战斗中东乡指挥着舰队冒险抵近俄国战列线，压迫着俄国舰队，使其偏离原定的航线并被迫与日舰交战。东乡率领第一战队首先从俄舰射程外右转向西南，从俄舰战列线的右方转到左方。然后突然下令全体依次右转180，横穿俄舰T字横头。这时罗杰特温斯基突然又下了第二道命令，让第二战列舰战队返回，重新回到原来的位置；然而他没有同时发布命令调整两条队列的速度。第二战列舰战队试图执行命令时，必须先减速才能回到第一战列舰战队后方，而另一方面涅鲍加托夫的第三战列舰战队则同样要减速甚至停车来避让。这导致俄舰战列线瞬间变得七零八落，“有的在右转，有的在左转”。随后双方开始近距离交火。俄国舰队中老式舰艇火力、航速均大不如日舰；而最新式的博罗季诺级4舰则由于自身本来就严重超重，再加上大量堆积的煤炭，舷侧水线装甲带都被压到水线之下，导致生存能力堪忧。因此俄舰陷入了苦战。激战中，14:58左右旗舰苏沃洛夫公爵号在30秒钟内受到日舰3发12英寸炮弹命中，其中一发直接击中了司令塔；虽然没能击穿司令塔装甲，但冲击力击倒了内部的人员，罗杰斯特文斯基多处受伤。一艘驱逐舰趁混乱接走了昏迷的罗杰特温斯基，舰队则由涅鲍加托夫暂代指挥。次日日舰追击四散的俄国舰艇时，俘虏了伤重的罗杰特温斯基。是役俄国遭到了惨败，第二、第三太平洋舰队几乎全军覆没，仅有少量舰艇成功逃到中立国港口。俄军官兵伤亡5000余人。

### 战后

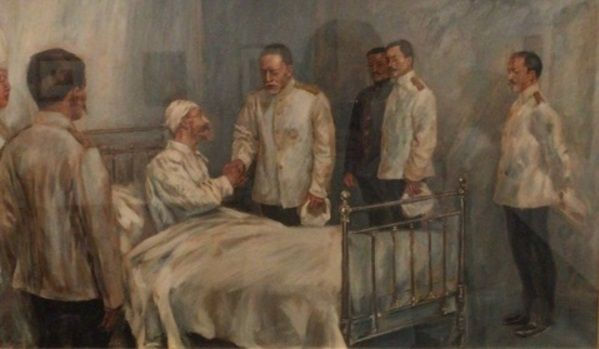
東鄉平八郎會見羅傑特温斯基，藤島武二繪製。

5月30日，搭载着罗杰特温斯基的俄国驱逐舰由日军舰艇牵引着抵达佐世保。日本医生在确认罗杰特温斯基度过危险期后，就开始给他进行手术，去除体内的碎片。6月7日，罗杰特温斯基看起来已经没有大碍。8日尼古拉二世给他拍发慰问电报。数日后东乡登门拜访，对医院装修简陋表示道歉；同时将慰问电报交给尚未痊愈的罗杰特温斯基。在医院养伤期间，他在接受一家法国媒体采访时表示在战斗开始的头半个钟头，俄国官兵表现英勇，对日军造成相当的伤害。然而，此后形势急转直下，日舰使用的燃烧弹让俄国舰艇每一处地方都在起火燃烧，连司令塔也不例外。无处不在的火焰摧毁俄军官兵的战斗意志。
8月28日，罗杰特温斯基离开医院，前往大阪。一个月后，他搭乘一艘俄国商船返回符拉迪沃斯托克，并转乘火车返回圣彼得堡。此时俄国到处都动荡不堪，各地的革命苗头都在躁动之中，败军之将罗杰特温斯基一行并未受到什么特别的欢迎。唯有在小城土伦（Tulun）他遇到一小队士兵和工人站在寒风中迎接他的到来。罗杰特温斯基虽然尚未痊愈，依然拄着拐杖走出车厢与来欢迎的人们进行交谈。
罗杰特温斯基回到圣彼得堡就从海军中退役。由于眼下全国都动荡不安，高层也不想再节外生枝，所以对他退役的事情也没有太多声张，只是给他发一笔丰厚的退休金了事。
1906年，俄国方面对涅鲍加托夫，投降各舰舰长以及舰队参谋人员展开闭门军事审判。本来官方不打算让罗杰特温斯基参加这些审判，然而罗杰特温斯基坚持到场旁听。他到场后为他的下属们辩护，坚称自己一直神志清醒，所有那些说他昏迷过去的目击证人全部都错，因此他自己需要为战败以及军舰投降負上全部责任。尽管如此，法庭还是宣布他本人无罪，而涅鲍加托夫、他的参谋长克拉皮埃·德·科伦（Clapier de Colongue）以及另外三名军官都获判死刑。沙皇本人干预审判结果，这些人的死刑没有执行，而是改判有期徒刑。
罗杰特温斯基晚年在圣彼得堡隐居。1908年7月18日，海军部一份电报发到他下榻的旅店，上面写着预备在圣彼得堡为他举行的哀悼仪式的详情。全欧洲各大报刊都刊登他的“讣告”，各地如潮涌般向他的“遗孀”发来慰问。这多少给已经身体很差的罗杰特温斯基一点刺激。他很坚定向前来询问的人说道，“我还没死。我的时辰还没到，你们不能杀了我。”
1909年1月14日，罗杰特温斯基因為心脏病发逝世，并葬于亚历山大·涅夫斯基修道院。不过，坟墓并没有保留下来。

## 后世评价
罗杰特温斯基后世遭到了很多人的非难，尤其是认为他应该要对对马海峡海战的战败负责。比起奧斯卡·維克托羅維奇·斯塔爾克（战争爆发时太平洋舰队司令，因遭到日军不宣而战的偷袭而被撤职）、斯捷潘·馬卡羅夫（接替斯塔尔克，旗舰彼得罗巴甫洛夫斯克号触雷沉没战死）和威廉·维特捷夫特（接替马卡罗夫，黄海海战中旗舰皇太子号舰桥遭到日军大口径炮弹击中战死），罗杰特温斯基的确缺乏在大型军舰（战列舰）上的服役经验，也没有实际指挥舰队出战的经历，然而此时的俄国实在找不出更有经验的人选了。1878年的俄土战争相距日俄战争已经过去了26年，而1900年的八国联军干涉中，俄国海军只是承担了运输的辅助角色，要求此时的俄国某位海军将领有实际领兵作战的经验实在是无稽之谈。
另一方面，在蒸汽时代要进行如此长距离的远征，非罗杰特温斯基莫属。罗杰特温斯基拥有着足够刚强的性格（虽然很多时候也过于火爆）和技术，来带领一支参差不齐的舰队完成这一趟从来没有人做过的壮举。而马卡罗夫虽然是最受人瞩目的将领，雷厉风行，深得下属的敬爱，然而他恐怕亦无法完成此次航行。实际上早在1902年，德皇威廉二世就曾经对沙皇说过，“我真的希望德国也能有像罗杰特温斯基那样杰出的海军将领！”
再者，将俄国舰队的失败全部推给罗杰特温斯基也是不公平的。俄国最新式的博罗季诺级战列舰的设计缺陷，让参战4舰都承受了重大伤亡：博罗季诺号弹药库殉爆沉没，亚历山大三世号舰艏进水沉没，苏沃洛夫公爵号进水瘫痪后遭鱼雷命中沉没，仅有鹰号虽受重创而幸存。同时俄国舰艇大量采用的低干舷、舰体内倾的法式设计，适航性比较差；对马海战期间正好是大风浪天气（秋山真之战前发出的电报“本日天气晴好波浪甚高”即指出了这点），使得诸多俄国军舰的副炮受到风浪冲击，难以正常射击，甲板也受到风浪干扰，影响射击效率。再次，第三太平洋舰队都是些过时的老舰，设计用于近岸作战，防御薄弱，适航性也同样糟糕，并不适合在公海作战。
这趟远征实在过于困难重重，实际上罗杰特温斯基一开始就对此不抱希望。亚历山大·米哈伊洛维奇大公就曾记录到，在远航前罗杰特温斯基和时任海军大臣斐奥多尔·卡洛维奇·阿韦兰的一次谈话：
|  | “我还能怎么办呢，”他（按：指罗杰特温斯基）大声地说，“总要有人去安抚一下公众。我清楚得很。我们不会有任何机会战胜日本人。” “你怎么能这么畏缩呢，就跟个普通的水兵似的！” “不，我并不畏缩。”罗杰特温斯基毫不示弱，顶了回去，“哪怕战死我也在所不惜。但我能做得到的也就只有这些了。” 就是这样一个已经有着死的觉悟的人，率领着我们的舰队！ |

## 荣勋
- 四等圣乔治勋章（英语：Order of St. George）
- 二等、三等圣安妮勋章（英语：Order of Saint Anna）
- 三等、四等圣弗拉基米尔勋章（英语：Order of Saint Vladimir）
- 一等、二等、三等圣斯坦尼斯瓦夫勋章（英语：Order of Saint Stanislaus）

### 引用
1. ↑  Pleshakov, 照片标题，无页码
2. 1 2 3 4 5 6  Kowner,  Historical Dictionary of the Russo-Japanese War, p. 340-326-327.
3. ↑  Pleshakov p. 40
4. ↑  Watts p. 16
5. ↑  Constantine Pleshakov, The Tsar's Last Armada, pp. 50-51.
6. ↑  查攸吟，p. 278
7. 1 2  Pleshakov p. 59
8. ↑  Forczyk, p. 9
9. ↑  Forczyk, pp. 27–28, 57
10. ↑  Pleshakov p. 37
11. ↑  Pleshakov p. 153, 322
12. ↑  Pleshakov p. 38
13. ↑  查攸吟，p. 307
14. ↑  查攸吟，p. 302。这艘运输船是阿娜迪尔Anadyr号
15. ↑  Pleshakov p. 53
16. ↑  Pleshakov p. 123
17. ↑  查攸吟，p. 299
18. ↑  
The Russian Outrage (Chapter XXII) - Wood Walter, North Sea Fishers And Fighters, K. Paul, Trench, Trübner & Co, London, 1911
19. ↑  查攸吟，p. 296
20. ↑  Connaughton, Richard Michael.  (Digitized by Google Books online). New York, USA: Routledge. 1988: 247, 250, 259  [2008-12-01]. ISBN 978-0-415-07143-7.
21. ↑  查攸吟，p. 301
22. ↑  Dogger Bank - Voyage of the Damned （页面存档备份，存于） ('Hullwebs - History of Hull' website. Retrieved 2007-09-08.)
23. ↑  查攸吟，p. 303
24. ↑  Joint British-Russian declaration 的存檔，存档日期October 13, 2008，.
25. ↑  Dogger Bank Incident Final Report 的存檔，存档日期October 13, 2008，.
26. ↑  International Dispute Settlement - Merills, J. G., Cambridge University Press, Cambridge University, 1999
27. 1 2 3  日本海大海戦史，86-88页
28. ↑  查攸吟，p. 321
29. ↑  Mahan, p. 458
30. ↑  Forczyk p. 41-54
31. 1 2 3  查攸吟，pp. 372-374
按，医院船奥廖尔号恰巧与战列舰鹰号写法相同，不过舰名来历不一样。鹰号并非来自于人名或者地名，而就是俄文“鹰”之意。
32. ↑  Richard Hough, Kindle version, position. 2507
33. ↑  Mahan p. 456
34. 1 2  Richard Hough, Kindle version, position. 2535
35. ↑  查攸吟，p. 411
36. ↑  .   [February 20, 2006]. （原始内容存档于September 27, 2007）.
37. ↑  Richard Hough, Kindle version, position. 3079
38. 1 2  Richard Hough, Kindle version, position. 3103
39. ↑  查攸吟，p. 422
40. 1 2  Richard Hough, Kindle version, position. 3129
41. ↑  Richard Hough, Kindle version, position. 3144
42. 1 2  Richard Hough, Kindle version, position. 3158
43. 1 2  查攸吟，pp. 277-278
44. ↑  Grant p. ,93, 131, 145
45. ↑  Busch p. 87
46. ↑  查攸吟，p. 318
47. ↑  Великий князь Александр Михайлович. Книга воспоминаний （页面存档备份，存于）. Глава XIV